# Sand Point Lake
Sand Point Lake är en sjö i Kanada.   Den ligger i Rainy River District och provinsen Ontario, i den sydöstra delen av landet, 1 300 km väster om huvudstaden Ottawa. Sand Point Lake ligger 337 meter över havet. Arean är 10,9 kvadratkilometer. Den sträcker sig 8,1 kilometer i nord-sydlig riktning, och 5,5 kilometer i öst-västlig riktning.
Trakten runt Sand Point Lake är nära nog obefolkad, med mindre än två invånare per kvadratkilometer.